# انریکه ایرازوکی
انریکه ایرازوکی (زاده ۱۹۴۴-درگذشته ۱۶ سپتامبر ۲۰۲۰) هنرپیشه اسپانیایی است. او به خاطر ایفای نقش مسیح در فیلم انجیل به روایت متی اثر پیر پائولو پازولینی مشهور گشته است.
انریکه ایرازوکی روز ۱۶ سپتامبر ۲۰۲۰ در ۷۶ سالگی در شهر بارسلون درگذشت.